# Olive Schreiner
Olive Schreiner (24 mars 1855 - 11 décembre 1920) est une écrivaine d'Afrique du Sud, pacifiste, militante politique et féministe. Elle est connue pour son livre The Story of an African Farm (en) (1883) publié sous le pseudonyme Ralph Iron, considéré comme l'un des premiers romans féministes.

## Biographie
Neuvième de douze enfants, Olive Schreiner est née en 1855 dans les territoires du Basoutholand à l'est de la colonie du Cap. Elle est la fille du pasteur méthodiste allemand Gottlob Schreiner et de Rebecca née Lyndall, d'origine londonienne, tous deux missionnaires de la London Missionary Society.
Olive n'a que six ans quand son père est affecté dans les territoires orientaux de la colonie du Cap. Il fait du commerce avec les populations locales pour augmenter son faible salaire, ce qui provoque son exclusion de la société missionnaire. Il se lance alors dans les affaires, mais sans succès. Sa famille se retrouve alors dans la misère.
En 1867, Olive est envoyée chez son frère aîné, Theophilus Schreiner, principal d'un collège à Cradock. Elle y reçoit une éducation scolaire primaire. Ayant très tôt renié la foi religieuse de ses parents, elle se sent mal à l'aise dans l'environnement austère et puritain de Cradock.
Quand son frère part tenter sa chance sur les champs diamantifères du Griqualand Ouest, Olive Schreiner s'installe à Barkly East où elle rencontre Willie Bertram qui lui fait connaître les principes philosophiques de Herbert Spencer auxquels elle adhère.
Pendant plusieurs années, elle occupe différents postes de gouvernante d'enfants. Elle finit par retourner vivre un temps avec ses parents puis avec ses frères.
En 1874, elle se découvre asthmatique. Tout en commençant à écrire, elle continue de travailler comme gouvernante.
En 1880, ayant économisé assez d'argent, elle part pour Édimbourg en Écosse où elle exerce le métier d'infirmière. En 1881, elle s'installe à Southampton en Angleterre. Elle tente de suivre des études de médecine, mais handicapée par son asthme, elle doit renoncer et se concentrer sur l'écriture pour gagner sa vie.

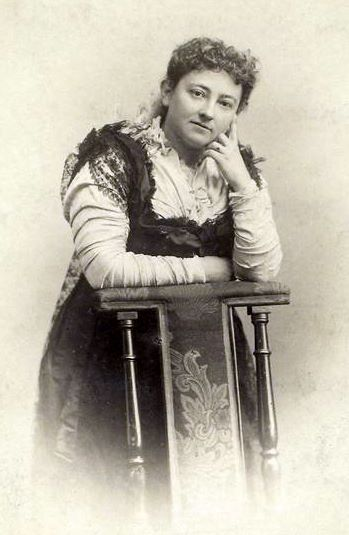
Olive Schreiner.

En 1883, sous le pseudonyme de Ralph Iron, elle publie The Story of an African Farm (en), rédigé à la suite de deux romans semi-autobiographiques, plus ou moins achevés qui ne sont publiés qu’après sa mort. Le succès est immédiat. Pendant les sept années qui suivent, elle tient une place importante dans la vie littéraire et politique de l'Angleterre. Côtoyant de nombreux socialistes et des libre-penseurs tels que Karl Pearson, elle adhère à une organisation progressiste (la Fellowship of the New Life) et au mouvement féministe, où, en compagnie notamment d'Eleanor Marx, la fille de Karl Marx, elle prend la défense des ouvrières exploitées, des prostituées, des femmes battues, ou abandonnées dans la misère. Amie et maîtresse d’Havelock Ellis à partir de 1884, elle poursuit à ses côtés une réflexion sur la sexualité.
En 1886, elle quitte l’Angleterre pour l’Europe continentale, voyageant entre la Suisse, la France et l’Italie avant de retourner en Angleterre. Pendant ce temps, elle a été extrêmement productive, travaillant sur From Man to Man et publiant de nombreuses allégories. Elle a également travaillé à une introduction pour A Vindication of the Rights of Women de Mary Wollstonecraft.
En 1889, elle retourne en Afrique du Sud où elle s'implique dans la vie politique de la colonie du Cap. Elle produit une série d’articles sur les terres et les gens autour d’elle, publiés à titre posthume sous le nom de Thoughts on South Africa. Grâce à son implication politique, elle devient une amie proche d’Emily Hobhouse, Jessie Rose-Innes et Elizabeth Maria Molteno, des activistes influentes ayant des opinions similaires sur les droits des femmes.
En raison de son implication dans la politique du Cap, elle croise la route de Cecil Rhodes, un mécène britannique. Elle lui est d'abord favorable avant d'en devenir une adversaire farouche. Elle produit ainsi de nombreux textes polémiques, notamment où elle critique l’annexion de la future Rhodésie du Sud par Cecil Rhodes et ses partisans (Trooper Halket of Mashonaland, 1897). C'est dans le cadre de ses activités politiques qu'elle rencontre Samuel Cronwright, un fermier qui partage les mêmes points de vue progressistes sur les questions relatives autant à Rhodes qu'aux droits des indigènes d'Afrique du Sud. Ils se marient en 1894, en dépit de son aversion pour le mariage et leur unique enfant meurt peu de temps après sa naissance.
En 1898, le couple s'installe à Johannesbourg au Transvaal. Elle continue son engagement politique et prend parti pour les républicains face aux Britanniques. Elle plaide alors pour le pacifisme (A South African’s View of the Situation, 1898) et tente de persuader Paul Kruger et les représentants du Transvaal de renoncer à la guerre contre les Anglais, mais sans succès.
Durant la seconde guerre des Boers, elle prend parti pour ces derniers tout en appelant à la paix au côté de son frère William Philip Schreiner, premier ministre de la colonie du Cap de 1898 à 1900.
En 1907, elle adhère à la ligne féministe du Cap et dans le débat politique sur la constitution du dominion de l'union d'Afrique du Sud, elle en appelle à donner plus de droits politiques aux Noirs et aux femmes. Elle plaide encore en faveur de la justice sociale (The Transvaal Leader, 1908), et revendique l’égalité des sexes (Women and Labour en 1911).
Les dernières années de sa vie sont marquées par la maladie et la solitude.
En 1913, Olive Schreiner tombe sévèrement malade. Elle a encore la force de se rendre en Angleterre pour suivre un traitement médical. Quand la Première Guerre mondiale commence, elle entame l'écriture d'un ouvrage sur la guerre, inspiré de sa correspondance avec Gandhi. Ce livre The Dawn of Civilisation est le dernier qu'elle écrit et publie, peu de temps avant sa mort durant son sommeil, au Cap en 1920.
Elle est d'abord inhumée à Kimberley puis est exhumée par son mari pour être enterrée avec son bébé et son chien sur les terres agricoles de Buffelshoek à Cradock.

## Postérité
Une bourse d'études est créée en son honneur en 1955.
Elle reçoit à titre posthume l'Ordre de l'Ikhamanga, échelon or, en 2003.

## Correspondances
La base de données The Olive Schreiner Letters Online est une collection de plus de 5 000 lettres existantes écrite à ou de Schreiner. Les lettres couvrent de nombreux sujets allant de l’histoire politique sud-africaine, aux mouvement sociaux internationaux ou encore à la théorie sociale féministe. L’édition OSLO fournit des transcriptions diplomatiques complètes, y compris les omissions, les insertions et les erreurs, de vastes possibilités de recherche en texte intégral, des collections thématiques de lettres de Schreiner, des informations bibliographiques sur les correspondants de Schreiner et de nombreuses autres personnes mentionnées dans ses lettres, des informations détaillées sur toutes les publications de Schreiner, y compris dans les journaux, ainsi que des livres et des publications téléchargeables de l’équipe de recherche d’OSLO.

## Ouvrages
- (en) Dreams, Boston, Roberts Bros, 1891 (lire en ligne)
  - Rêves [« Dreams »]  (trad. de l'anglais par Henriette Mirabaud-Thorens), Flammarion, 1913 (lire en ligne sur Gallica)
- (en) Dream Life and Real Life, Boston, Roberts Bros, 1893 (lire en ligne).
- (en) The Political Situation in Cape Colony, 1895 (avec Samuel Cronwright-Schreiner).
- (en) Three dreams in a desert. Under a mimosa-tree, Boston, S.E. Holmes, 1897 (OCLC 809462069, lire en ligne).
- (en) Trooper Peter Halket of Mashonaland, Boston, Roberts Bros, 1897 (lire en ligne).
- (en) The South African question. By an English South African, Chicago, Charles Sergel, 1899 (OCLC 669946733, lire en ligne).
- (en) An English South African Woman's View of the Situation, 1899.
- (en) So Here Then are Dreams, 1901 (lire en ligne).
- (en) A Letter on the Jew, 1906.
- (en) Closer Union: a Letter on South African Union and the Principles of Government, 1909.
- (en) The Story of an African Farm, Londres, Hutchison, 1910, 346 p. (OCLC 1085309301, lire en ligne), paru en feuilleton dans l'hebdomadaire La Vie illustrée en 1900 puis publié sous le titre Histoire d’une ferme sud-africaine, Paris, Ollendorff, 1901.
- (en) Woman and Labour, New York, Stokes, 1911 (lire en ligne).
- (en) Woman and War, 1914 (lire en ligne).
- (en) Who Knocks at the Door?, 1918 (lire en ligne).
- (en) The Dawn of Civilisation, 1921.
- (en) Thoughts on South Africa, 1923 (lire en ligne) (À titre posthume).
- (en) Stories, Dreams and Allegories, Londres, T. Fisher Unwin, 1923 (lire en ligne) (À titre posthume).
- (en) From Man to Man Or Perhaps Only ..., Harper, 1927 (lire en ligne) (À titre posthume).
- (en) Undine, 1929 (À titre posthume).